# Filotaxis

Filotaxis a) alternada b) opuestas (decusadas) c) dísticas y d) verticilidas

En botánica, se llama filotaxis o filotaxia a la disposición de las hojas, brácteas, flores u otras estructuras vegetales repetitivas de forma regular, alrededor de un eje o centro, a menudo dispuestas según uno o varios sistemas de espirales o hélices.
Los órganos en crecimiento se disponen sucesivamente sobre el tallo trazando una línea imaginaria, llamada «espiral fundamental». Periódicamente, un órgano nuevo aparece en la misma posición sobre la misma vertical que uno anterior. Cuando esto sucede, se ha completado un «ciclo foliar»: un segmento de esa espiral fundamental delimitado por los dos órganos situados en la misma vertical. El ciclo foliar se puede representar numéricamente, mediante una fracción, cuyo numerador indica el número de vueltas que la espiral ha dado sobre el eje del tallo, mientras el denominador cuenta el número de hojas u otros órganos que han aparecido dentro de aquel.
La filotaxis viene determinada por dos factores: el número de primordios que emergen simultáneamente del meristemo apical, llamado «yugación», y el ángulo de divergencia entre dos primordios consecutivos. El primero determina la cantidad de líneas de inserción que recorren el tallo. Si sólo hay un primordio la filotaxia es uniyugada, si hay más de uno, la filotaxia es multiyugada.
El ángulo de divergencia es variable, aunque hay un número limitado de ellos. El más sencillo es el que resulta de un ángulo de 180°: en este caso las hojas son dísticas, y se presentan en dos filas diametralmente opuestas a lo largo del tallo. Si el ángulo de divergencia es distinto a este valor, las hojas se disponen sobre el tallo formando una o más espirales, llamadas «parásticos». 